# Volta a Catalunya de 1985
La Volta a Catalunya de 1985 va ser 65a edició de la Volta Ciclista a Catalunya. Es disputà en 7 etapes del 4 a l'11 de setembre de 1985 amb un total de 1285,4 km. El vencedor final fou l'escocès Robert Millar de l'equip Peugeot per davant de Sean Kelly del Skil-Kas-Miko, i de Julián Gorospe del Reynolds.
La quarta i la setena etapes estaves dividides en dos sectors. Hi havia dos contrarellotges individuals, una al Pròleg de Llançà i l'altra al primer sector de la setena l'etapa.
La cursa no es va decidir fins a la contrarellotge de l'últim dia a Tortosa, en què Vicent Belda no va poder mantenir el liderat que havia tingut durant la setmana. Millar guanyava amb només tres segons de diferència sobre Kelly.

## Etapes
| Etapa  | Data           | Ciutats d'etapa                               | km    | Vencedor de l'etapa        | Líder de la general |
| ------ | -------------- | --------------------------------------------- | ----- | -------------------------- | ------------------- |
| Pròleg | 4 de setembre  | Llançà – Llançà (CRI)                         | 3,8   | Josep Recio (ESP)          | Josep Recio (ESP)   |
| 1a     | 5 de setembre  | Llançà – Platja d'Aro                         | 157,7 | Alfonso Gutiérrez (ESP)    | Josep Recio (ESP)   |
| 2a     | 6 de setembre  | Platja d'Aro – Puigcerdà                      | 192,2 | Sean Kelly (IRL)           | Vicent Belda (ESP)  |
| 3a     | 7 de setembre  | Puigcerdà – Manresa                           | 187,7 | Josep Recio (ESP)          | Vicent Belda (ESP)  |
| 4a A   | 8 de setembre  | Manresa - Barcelona                           | 97,4  | Bert Oosterbosch (NED)     | Vicent Belda (ESP)  |
| 4a B   | 8 de setembre  | Esplugues de Llobregat - Sant Sadurní d'Anoia | 118,2 | Steven Rooks (NED)         | Vicent Belda (ESP)  |
| 5a     | 9 de setembre  | Barcelona - Lleida                            | 182,8 | Juan Martínez Oliver (ESP) | Vicent Belda (ESP)  |
| 6a     | 10 de setembre | Lleida – Caro (Roquetes)                      | 185   | Alirio Chizabas (COL)      | Vicent Belda (ESP)  |
| 7a A   | 11 de setembre | Tortosa – Tortosa (CRI)                       | 22,6  | Josep Recio (ESP)          | Robert Millar (GBR) |
| 7a B   | 11 de setembre | Tortosa – Salou                               | 138   | Joan Caldentey (ESP)       | Robert Millar (GBR) |

### Pròleg[1]
04-09-1985: Llançà – Llançà, 3,8 km. (CRI):
|   | Ciclista                   | Equip             | Temps  |
| - | -------------------------- | ----------------- | ------ |
| 1 | Josep Recio (ESP)          | Kelme             | 4' 56" |
| 2 | Bert Oosterbosch (NED)     | Panasonic-Raleigh | m.t    |
| 3 | Juan Martínez Oliver (ESP) | Dormilón          | + 04"  |

|   | Ciclista                   | Equip             | Temps  |
| - | -------------------------- | ----------------- | ------ |
| 1 | Josep Recio (ESP)          | Kelme             | 4' 56" |
| 2 | Bert Oosterbosch (NED)     | Panasonic-Raleigh | m.t    |
| 3 | Juan Martínez Oliver (ESP) | Dormilón          | + 04"  |

### 1a etapa[2]
05-09-1985: Llançà – Platja d'Aro, 157,7:
|   | Ciclista                | Equip               | Temps      |
| - | ----------------------- | ------------------- | ---------- |
| 1 | Alfonso Gutiérrez (ESP) | Teka                | 4h 13' 30" |
| 2 | Sean Kelly (IRL)        | Skil-Kas-Miko-Heuer | m. t.      |
| 3 | Bruno Wojtinek (FRA)    | Renault-Elf         | m. t.      |

|   | Ciclista                  | Equip                  | Temps      |
| - | ------------------------- | ---------------------- | ---------- |
| 1 | Josep Recio (ESP)         | Kelme                  | 4h 18' 26" |
| 2 | Jesús Blanco Villar (ESP) | Teka                   | + 06"      |
| 3 | Allan Peiper (AUS)        | Peugeot-Shell-Michelin | + 08"      |

### 2a etapa[3]
06-09-1985: Platja d'Aro – Puigcerdà, 192,2 km.:
|   | Ciclista           | Equip               | Temps      |
| - | ------------------ | ------------------- | ---------- |
| 1 | Sean Kelly (IRL)   | Skil-Kas-Miko-Heuer | 5h 14' 11" |
| 2 | Jörg Müller (SUI)  | Skil-Kas-Miko-Heuer | + 02"      |
| 3 | Vicent Belda (ESP) | Kelme               | m. t.      |

|   | Ciclista            | Equip               | Temps      |
| - | ------------------- | ------------------- | ---------- |
| 1 | Vicent Belda (ESP)  | Kelme               | 9h 32' 49" |
| 2 | Jörg Müller (SUI)   | Skil-Kas-Miko-Heuer | + 01"      |
| 3 | Theo de Rooij (NED) | Panasonic-Raleigh   | + 02"      |

### 3a etapa[4]
07-09-1985: Puigcerdà – Manresa, 187,7 km.:
|   | Ciclista                | Equip               | Temps      |
| - | ----------------------- | ------------------- | ---------- |
| 1 | Josep Recio (ESP)       | Kelme               | 4h 36' 46" |
| 2 | Sean Kelly (IRL)        | Skil-Kas-Miko-Heuer | + 09"      |
| 3 | José María Moreno (ESP) | Dormilón            | m. t.      |

|   | Ciclista            | Equip               | Temps       |
| - | ------------------- | ------------------- | ----------- |
| 1 | Vicent Belda (ESP)  | Kelme               | 14h 09' 44" |
| 2 | Jörg Müller (SUI)   | Skil-Kas-Miko-Heuer | + 01"       |
| 3 | Theo de Rooij (NED) | Panasonic-Raleigh   | + 02"       |

### 4a etapa A[5]
08-09-1985: Manresa - Barcelona, 97,4 km.:
| Resultat de la 4a etapa A \| \| Ciclista \| Equip \| Temps \| \| - \| ------------------------- \| ----------------- \| ---------- \| \| 1 \| Bert Oosterbosch (NED) \| Panasonic-Raleigh \| 2h 16' 52" \| \| 2 \| Philippe Bouvatier (FRA) \| Renault-Elf \| m. t. \| \| 3 \| José Ángel Sarrapio (ESP) \| Teka \| + 13" \| |                           |                   |            |
| | Ciclista                  | Equip             | Temps      |
| 1 | Bert Oosterbosch (NED)    | Panasonic-Raleigh | 2h 16' 52" |
| 2 | Philippe Bouvatier (FRA)  | Renault-Elf       | m. t.      |
| 3 | José Ángel Sarrapio (ESP) | Teka              | + 13"      |

### 4a etapa B[5]
08-09-1985: Esplugues de Llobregat - Sant Sadurní d'Anoia, 118,2 km.:
|   | Ciclista              | Equip             | Temps      |
| - | --------------------- | ----------------- | ---------- |
| 1 | Steven Rooks (NED)    | Panasonic-Raleigh | 2h 57' 17" |
| 2 | Federico Etxabe (ESP) | Teka              | + 01"      |
| 3 | Juan Fernández (ESP)  | Zor-Gemeaz        | + 03"      |

|   | Ciclista           | Equip               | Temps       |
| - | ------------------ | ------------------- | ----------- |
| 1 | Vicent Belda (ESP) | Kelme               | 19h 24' 27" |
| 2 | Jörg Müller (SUI)  | Skil-Kas-Miko-Heuer | + 01"       |
| 3 | Antoni Coll (ESP)  | Teka                | + 02"       |

### 5a etapa[6]
09-09-1985: Barcelona - Lleida, 182,8 km. :
|   | Ciclista                   | Equip                  | Temps      |
| - | -------------------------- | ---------------------- | ---------- |
| 1 | Juan Martínez Oliver (ESP) | Reynolds               | 4h 38' 31" |
| 2 | Allan Peiper (AUS)         | Peugeot-Shell-Michelin | + 5' 13"   |
| 3 | Marc Madiot (FRA)          | Renault-Elf            | + 5' 14"   |

|   | Ciclista           | Equip               | Temps       |
| - | ------------------ | ------------------- | ----------- |
| 1 | Vicent Belda (ESP) | Kelme               | 24h 09' 12" |
| 2 | Jörg Müller (SUI)  | Skil-Kas-Miko-Heuer | + 01"       |
| 3 | Antoni Coll (ESP)  | Teka                | + 02"       |

### 6a etapa[7]
10-09-1985: Lleida – Caro (Roquetes), 185 km.:
|   | Ciclista              | Equip                  | Temps      |
| - | --------------------- | ---------------------- | ---------- |
| 1 | Alirio Chizabas (COL) | Kelme                  | 5h 37' 10" |
| 2 | Vicent Belda (ESP)    | Kelme                  | + 01"      |
| 3 | Robert Millar (GBR)   | Peugeot-Shell-Michelin | + 07"      |

|   | Ciclista            | Equip                  | Temps       |
| - | ------------------- | ---------------------- | ----------- |
| 1 | Vicent Belda (ESP)  | Kelme                  | 29h 46' 23" |
| 2 | Robert Millar (GBR) | Peugeot-Shell-Michelin | + 21"       |
| 3 | Sean Kelly (IRL)    | Skil-Kas-Miko-Heuer    | + 28"       |

### 7a etapa A[8]
11-09-1985: Tortosa – Tortosa, 22,6 km. (CRI):
| Resultat de la 7a etapa A \| \| Ciclista \| Equip \| Temps \| \| - \| -------------------- \| ------------------- \| ------- \| \| 1 \| Josep Recio (ESP) \| Kelme \| 27' 48" \| \| 2 \| Julián Gorospe (ESP) \| Reynolds \| +21" \| \| 3 \| Sean Kelly (IRL) \| Skil-Kas-Miko-Heuer \| +29" \| |                      |                     |         |
| | Ciclista             | Equip               | Temps   |
| 1 | Josep Recio (ESP)    | Kelme               | 27' 48" |
| 2 | Julián Gorospe (ESP) | Reynolds            | +21"    |
| 3 | Sean Kelly (IRL)     | Skil-Kas-Miko-Heuer | +29"    |

### 7a etapa B[8]
11-09-1985: Tortosa – Salou, 138 km.:
|   | Ciclista                | Equip               | Temps      |
| - | ----------------------- | ------------------- | ---------- |
| 1 | Joan Caldentey (ESP)    | Hueso               | 3h 36' 52" |
| 2 | Sean Kelly (IRL)        | Skil-Kas-Miko-Heuer | +8' 21"    |
| 3 | Noël Dejonckheere (BEL) | Teka                | m. t.      |

|   | Ciclista             | Equip                  | Temps       |
| - | -------------------- | ---------------------- | ----------- |
| 1 | Robert Millar (GBR)  | Peugeot-Shell-Michelin | 34h 00' 18" |
| 2 | Sean Kelly (IRL)     | Skil-Kas-Miko-Heuer    | + 03"       |
| 3 | Julián Gorospe (ESP) | Reynolds               | + 35"       |

## Classificació General
|    | Ciclista               | Equip                  | Temps       |
| -- | ---------------------- | ---------------------- | ----------- |
| 1  | Robert Millar (GBR)    | Peugeot-Shell-Michelin | 34h 00' 18" |
| 2  | Sean Kelly (IRL)       | Skil-Kas-Miko-Heuer    | + 03"       |
| 3  | Julián Gorospe (ESP)   | Reynolds               | + 35"       |
| 4  | Vicent Belda (ESP)     | Kelme                  | + 36"       |
| 5  | Pacho Rodríguez (COL)  | Zor-Gemeaz             | + 1' 42"    |
| 6  | Robert Forest (FRA)    | Peugeot-Shell-Michelin | + 2' 06"    |
| 7  | Álvaro Pino (ESP)      | Zor-Gemeaz             | + 2' 38"    |
| 8  | Celestino Prieto (ESP) | Reynolds               | + 2' 47"    |
| 9  | Pedro Delgado (ESP)    | MG-Orbea               | + 3' 17"    |
| 10 | Federico Etxabe (ESP)  | Teka                   | + 3' 53"    |

## Classificacions secundàries
|   | Ciclista               | Equip    | Punts    |
| - | ---------------------- | -------- | -------- |
| 1 | Celestino Prieto (ESP) | Reynolds | 35 punts |
| 2 | Vicent Belda (ESP)     | Kelme    | 33 punts |
| 3 | Felipe Yáñez (ESP)     | MG-Orbea | 28 punts |

|   | Ciclista                      | Equip    | Punts    |
| - | ----------------------------- | -------- | -------- |
| 1 | Jokin Mújika (ESP)            | MG-Orbea | 13 punts |
| 2 | Carlos Machín Rodríguez (ESP) | Hueso    | 8 punts  |
| 3 | Joan Caldentey (ESP)          | Hueso    | 6 punts  |

|   | Ciclista           | Equip               | Punts     |
| - | ------------------ | ------------------- | --------- |
| 1 | Sean Kelly (IRL)   | Skil-Kas-Miko-Heuer | 121 punts |
| 2 | Vicent Belda (ESP) | Kelme               | 57 punts  |
| 3 | Josep Recio (ESP)  | Kelme               | 49 punts  |

|   | Equip               | Nacionalitat | Temps        |
| - | ------------------- | ------------ | ------------ |
| 1 | Reynolds            | Espanya      | 102h 07' 36" |
| 2 | Zor-Gemeaz          | Espanya      | + 02' 01"    |
| 3 | Skil-Kas-Miko-Heuer | França       | + 02' 13"    |